# Найзавантаженіший порт світу
За титул Найзавантаженішого порту у світі змагались кілька портів з усього світу, оскільки в цей час немає стандартизованих критеріїв оцінки діяльності порту та його завантаженості.  За останні десятиріччя, за цю відзнаку боролись порти Роттердама та Сінгапуру. Попередній спирався на вимірювання загального обсягу вантажу (загальна маса завантажених і розвантажених товарів) , тоді як останній орієнтувався на загальний тоннаж кораблів, що обслужив порт. З 2005 року, Порт Шанхаю перевершив обидва порти та перехопив титул, якщо рахувати за загальним обсягом вантажу.

## Заяви

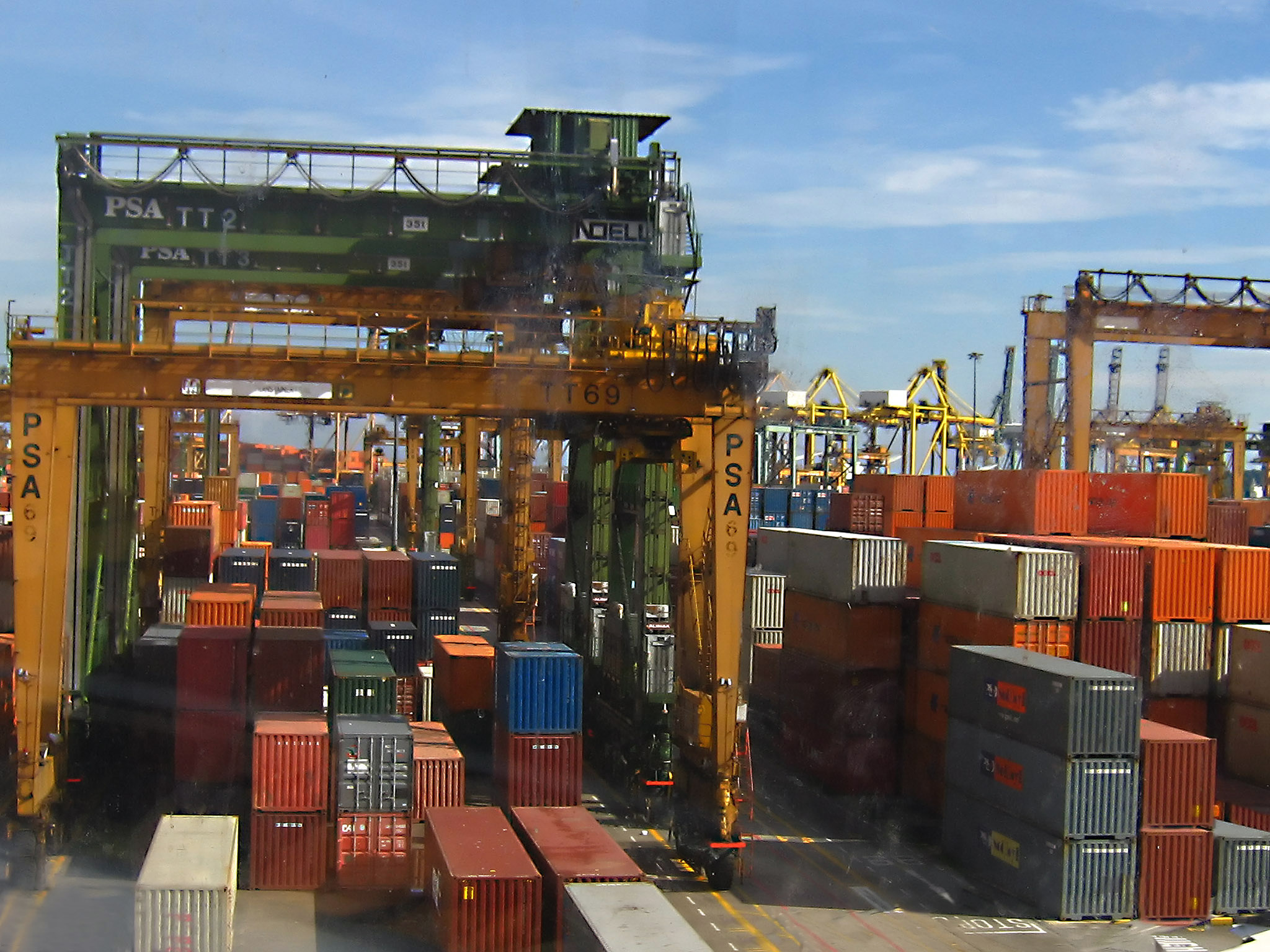
Контейнерний термінал Кеппела в порту Сінгапура

Наступні порти в різний час робили такі заяви (або за них робили):
- Порт Шанхаю, Китайська Народна Республіка
  - Найзавантаженіший порт світу за загальним обсягом вантажу з 2005 року
  - Найзавантаженіший контейнерний порт з 2010 року[4]
- Порт Сінгапуру, Сінгапур
  - Найзавантаженіший порт за міжсудновим обміном вантажу[5]
  - Найзавантаженіший контейнерний порт в 1990, 1991, 1998, 2005-2009[6]
  - Найзавантаженіший порт за обсягом вантажу аж доки його не перевершив Шанхай в 2005 році.[7]
- Порт Гонконгу, Китайська Народна Республіка
  - Найзавантаженіший контейнерний порт з 1987 по 1989, з 1992 по 1997, та з 1999 по 2004 рік[6]
- Порт Роттердама, Нідерланди
  - Найзавантаженіший порт за обсягом вантажу з 1962 року поки його не перевершив Шанхай в 2004 році.
  - Найзавантаженіший контейнерний порт в 1986 році.
- Порт Кобе, Японія
  - Найзавантаженіший контейнерний порт з 1973 по 1978 рік.[8]
- Порт Дувру, Велика Британія
  - Найзавантаженіший пасажирський порт[9][10]